# Automation
Automation eller automatisering er en produktivitetsfaktor. Det er en aktivitet, som består i at erstatte brug af menneskelige ressourcer – fysiske eller mentale – med maskinelle ressourcer – enten til udførelse af de fysiske aktiviteter eller til data- og informationsbehandlingsaktiviteter. I sidstnævnte tilfælde kan der i større eller mindre udstrækning indgå beslutningstagen vedrørende forud fastlagte beslutninger og kombinationsmuligheder af beslutninger.